# آيت جاعا (تارسلت)
آيت جاعا هو دُوَّار يقع بجماعة سيدي عبد المومن، إقليم شيشاوة، جهة مراكش آسفي في المملكة المغربية. ينتمي الدوّار لمشيخة تارسلت التي تضم 23 دوار. يقدر عدد سكانه بـ 8 نسمة حسب الإحصاء الرسمي للسكان والسكنى لسنة 2004.

## وصلات خارجية
- البوابة الوطنية للجماعات الترابية
- المندوبية السامية للتخطيط